# Gul hårskål
Gul hårskål (Neodasyscypha cerina) är en svampart som först beskrevs av Christiaan Hendrik Persoon, och fick sitt nu gällande namn av Spooner 2005. Gul hårskål ingår i släktet Neodasyscypha och familjen Hyaloscyphaceae.  Arten är reproducerande i Sverige. Inga underarter finns listade i Catalogue of Life.